# Barden (Craven)
Pour les articles homonymes, voir Barden.
Barden est une paroisse civile du Yorkshire du Nord, en Angleterre.